# 陣内
陣内（じんない）はアダルトゲームを主に手がけるフリーのシナリオライター、小説家、脚本家、ディレクター。女性。

## 主な作品

### アダルトゲーム
- 夜が来る!（アリスソフト、共著）
- 俺の下であがけ （Alice Blue）
- ぼくらはみんな、恋をする （pekoe）
- ラッキードッグ1 （Tennenouji、共著）
  - ラッキードッグ1 + bad egg （Tennenouji、共著）
- 東京陰陽師 （TYRANT、共著）

### 一般ゲーム
- 俺の下でAGAKE （ディースリー・パブリッシャー）
- Piaキャロットへようこそ!!G.O. 〜SUMMER FAIR〜 （piacci、移植プロット担当）
- ピヨたん 〜お屋敷潜入☆大作戦〜 （PROTOTYPE、追加シナリオ担当）
- トリガーハート エグゼリカ エンハンスド （アルケミスト）
- ぎゃる☆がん（アルケミスト、共著）
- 三国恋戦記〜オトメの兵法!〜  （Daisy2、追加シナリオ担当）

### 小説
- 俺の下であがけ （ビブロス／BGN、挿絵：徳丸佳貴）

### 作詞
- 俺の下であがけ （ティームエンタテインメント、アーティスト：黒崎壱哉（cv.緑川光）、作曲&編曲：hi－thpeque、共著）
- 終わらない絆 （ティームエンタテインメント、アーティスト：黒崎壱哉（cv.緑川光）、作曲&編曲：hi－thpeque、共著）

### ディレクション
- 鳥籠のマリアージュ  （Kalmia8）
- ヴァルプルガの詩  （3Daisy）

### プロデュース
- つばさの丘の姫王 A red and blue moon -finite loop-  （Snapdragon）